# Alive: Tôi còn sống
#Alive: Tôi còn sống (tiếng Anh: #Alive, tiếng Hàn: #살아있다) là một bộ phim zombie của Hàn Quốc do đạo diễn Cho Il-hyeong thực hiện cùng với Zip Cinema và Perspective Pictures sản xuất. Phim có sự tham gia của hai diễn viên nổi tiếng Yoo Ah-in và Park Shin-hye. Phim công chiếu tại các rạp Hàn Quốc vào ngày 26 tháng 4 năm 2020 và trên nền tảng Netflix vào ngày 8 tháng 9 năm 2020.

## Nội dung
Oh Joon-woo là một game thủ, anh dành hầu hết thời gian trong ngày để phát trực tiếp trong căn hộ của mình. Một ngày nọ, những người bạn trong game yêu cầu giúp đỡ và bảo Joon-woo xem TV. Joon-woo bật TV để xem truyền hình trực tiếp về dịch bệnh bí ẩn đang lây lan khắp đất nước Hàn Quốc, anh nhìn ra ngoài và thấy mọi người biến thành thây ma khát máu cắn nhau và chạy tán loạn. Joon-woo bị sốc trước những hình ảnh đó, anh đã đóng chặt cửa căn hộ của mình. Khi mở cửa, anh vô tình để một người hàng xóm xông vào và khi biết người này bị lây nhiễm, anh đã cố đuổi anh ta ra ngoài.
Nhiều ngày trôi qua và có thêm nhiều người bị lây nhiễm, Joon-woo hết thức ăn và nước uống, anh gặp ảo giác về những người thân trong gia đình. Vào một ngày, anh nhận được thư thoại từ bố mẹ và biết cả gia đình mình đều đã bị lây nhiễm. Trong lúc tức giận, Joon-woo đã đập phá đồ đạc trong nhà và giết chết một thây ma, anh đã bỏ chạy khi bị những thây ma khác đuổi theo.
Sự cô đơn khiến Joon-woo có ý định tự sát. Đột nhiên anh nhìn thấy ánh đèn laser và phát hiện vẫn còn một người sống sót, đó là Kim Yoo-bin, cô gái sống ở tòa nhà đối diện. Cả hai thường xuyên liên lạc với nhau trong nhiều ngày. Joon-woo đói vì thiếu thức ăn, Yoo-bin đã cố gắng ném một quả bóng chày nối vào một sợi dây buộc vào ban công của cô nhưng quả bóng không đến được chỗ Joon-woo. Sau đó, Joon-woo đã sử dụng flycam để mang dây từ căn hộ của anh đến chỗ Yoo-bin và rồi Yoo-bin đã gửi thức ăn cho Joon-woo bằng một dây zip line tự chế.
Khi Joon-woo gần hết thức ăn, anh đi sang những căn hộ bên cạnh để tìm thực phẩm, anh tìm thấy cặp máy bộ đàm và một số đồ ăn. Joon-woo gửi một bộ đàm và một ít thức ăn cho Yoo-bin và họ bắt đầu nói chuyện với nhau qua bộ đàm, lúc này bọn thây ma đã kéo đến ngày càng đông. Cặp đôi quyết định lên tầng tám trong tòa nhà của Joon-woo, Yoo-bin tin rằng ở đó không có ai và an toàn. Yoo-bin trèo xuống đường và được Joon-woo giúp đỡ, cuối cùng họ đã lên được tầng tám. Nhưng một thây ma đã báo động cho bọn còn lại, may mắn thay cặp đôi được cứu bởi một người đàn ông. Tuy nhiên ông này đã bỏ thuốc mê vào đồ ăn, ông ta trói tay Joon-woo lại và kéo Yoo-bin vào căn phòng có người vợ đã biến thành thây ma để bà ta ăn thịt cô. Joon-woo đã cứu Yoo-bin, sau đó Yoo-bin lấy súng bắn chết cả hai vợ chồng kia.
Tiếng súng khiến cặp đôi bị bọn thây ma phát hiện, Yoo-bin muốn cả hai tự sát thay vì bị lây nhiễm, khi Joon-woo chuẩn bị bắn thì họ nghe tiếng máy bay trực thăng bên ngoài. Cả hai liền chạy lên sân thượng. Bọn thây ma đuổi theo Joon-woo và Yoo-bin, và khi họ sắp chết thì quân đội từ trực thăng bắn vào bọn thây ma, cặp đôi được đưa lên trực thăng và được đưa đến nơi an toàn. Họ biết rằng quân đội cũng đang trên đường đến các khu vực có người sống sót nhờ các tin nhắn cầu cứu trên mạng.

## Diễn viên
- Yoo Ah-in vai Oh Joon-woo
- Park Shin-hye vai Kim Yoo-bin
- Lee Hyun-wook vai Lee Sang-cheol
- Kim Hak-sun vai bố của Joon-woo
- So Hee-jung vai mẹ của Joon-woo
- Jin So-yeon vai Elena Kim
- Oh Hye-won vai nữ cảnh sát
- Jeon Bae-soo vai người đàn ông sống ở tầng tám
- Lee Chae-kyung vai vợ người đàn ông sống ở tầng tám
- Lee Dong-Kyu vai phóng viên
- Kim Hyun-Woo vai nhân viên cứu hộ

## Sản xuất
Phim dưới sự chỉ đạo của đạo diễn Cho Il-hyeong, được sản xuất bởi Zip Cinema và Perspective Pictures từ ngày 1 tháng 10 năm 2019 và hoàn thành vào ngày 12 tháng 12 năm 2019 tại Gunsan, Hàn Quốc.

## Phát hành
Phim được công chiếu tại Hàn Quốc từ ngày 24 tháng 6 năm 2020. Netflix sau đó đã mua bản quyền và phát hành toàn cầu vào ngày 8 tháng 9 năm 2020 với tên tiếng Việt là #Alive: Tôi còn sống.

## Công chiếu và Đón nhận
Ngay ngày đầu công chiếu tại Hàn Quốc, phim đã thu hút tổng cộng 204.071 người xem và chiếm 62% doanh thu phòng vé, đánh dấu số lượng người xem ngày đầu tiên cao nhất của bất kỳ bộ phim nào kể từ tháng 2 năm 2020 trước khi đại dịch COVID-19 bùng phát tại Hàn Quốc. Phim có số người xem ngày đầu tiên cao nhất bên cạnh bộ phim The Man Standing Next.
Vào ngày thứ năm phát hành, phim vượt qua 1 triệu người xem và trong cuối tuần đầu tiên phim đã thu hút được 1.001.802 người xem, giữ vị trí dẫn đầu tại phòng vé. Đây là bộ phim đầu tiên vượt mốc 1 triệu kể từ tháng 2 năm 2020.